# HD 240210 b
إتش دي 240210 ب (بالإنجليزية: HD 240210 b)‏ هو كوكب خارج المجموعة الشمسية بكتلة 6.9 كتلة مشتري، اكتشف يوم 10 يونيو 2009 بواسطة نيدزيلسكي وآخرون باستخدام تلسكوب هوبي-إبيرلي. يدور الكوكب حول نجم بتصنيف K3 وهو إتش دي 240210 في كوكبة ذات الكرسي. يبلغ متوسط الفصل المداري عن نجمه 1.33 وحدة فلكية وسنة تبلغ 501.75 يوم.